# Википедија на језику волапик
Википедија на језику волапик јест издање Википедије, слободне енциклопедије, на волапику која данас има 42.250 чланака и заузима 28. место на списку језичких издања Википедије према броју чланака.